# Підгорена
Підгоре́на (рос. Подгорена) — присілок у складі Слободського району Кіровської області, Росія. Входить до складу Бобінського сільського поселення.
Населення становить 89 осіб (2010, 73 у 2002).
Національний склад станом на 2002 рік — росіяни 95 %.